# Barra Grande de Mesquita
Barra Grande de Mesquita é um distrito do município brasileiro de Mesquita, no interior do estado de Minas Gerais. Segundo o censo demográfico de 2022, realizado pelo Instituto Brasileiro de Geografia e Estatística (IBGE), sua população era de 937 habitantes e havia 336 domicílios particulares permanentes ocupados. Possui área de 73,94 km² conforme a Fundação João Pinheiro (FJP). Foi criado pela lei nº 1.672 de 12 de abril de 1999.
De acordo com o IBGE, em 2010 a população era de 1 165 habitantes e havia 494 domicílios particulares.